# Матвіївка (Обухівський район)
Матві́ївка — село в Україні, у Обухівському районі Київської області. Населення становить 144 осіб.

## Історія
Село засноване 1909 року 80 родинами, що переселилися у степ поблизу спаленого маєтку та економії пана Козловського. Організував переселення сільській активіст Матвій Дубик. На його честь і було названо нове поселення.
У селі розташований залізничний роз'їзд Галине.

## Населення

### Мова
Розподіл населення за рідною мовою за даними перепису 2001 року:
| Мова       | Відсоток |
| ---------- | -------- |
| українська | 98,61%   |
| російська  | 1,39%    |